# ناتسوهيكو كيوغوكو
ناتسوهيكو كيوغوكو (باليابانية: 京極 夏彦) (مواليد 26 مارس 1963) هو كاتب غموض ياباني، وهو عضو في مكتب أوساوا. ] وهو عضو في مجموعة كتاب الروايات البوليسية في اليابان ونادي كتاب الروايات البوليسية في هونكاكو في اليابان.
حُوِّلت ثلاث من رواياته إلى أفلام، فقد حُوِّلت رواية «موريو نو هاكو»، التي فازت بجائزة كتاب الغموض في اليابان عام 1996، إلى مسلسل أنمي تلفزيوني. وكذلك رواية «كوسيتسو هياكو مونوغاتاري»، كما حُوِّلت روايته «لوبس=غاروس» إلى فيلم أنمي روائي.

## الجوائز
- 1996 - جائزة أفضل رواية من رابطة كتاب الغموض في اليابان: «موريو نو هاكو»
- 1997 - جائزة إيزومي كيوكا للأدب: «وارو إيمون»
- 2003 - جائزة ياماموتو شوغورو: «نوزوكي كوهيجي»
- 2004 - جائزة ناوكي: «نوتشي نو كوسيتسو هياكو مونوغاتاري»
- 2011 - جائزة شيباتا رينزابورو: «نيشي نو كوسيتسو هياكو مونوغاتاري»

## روابط خارجية
- ناتسوهيكو كيوغوكو على موقع IMDb (الإنجليزية)
- ناتسوهيكو كيوغوكو على موقع قاعدة بيانات الفيلم (الإنجليزية)